# 弁論
弁論（べんろん）とは元来は弁論術（雄弁術、修辞学）の対象となる言語表現のこと。おおむね演説（スピーチ）と同義だが、「話されたもの」だけでなく「書かれたもの」も弁論には含まれるので演説とは多少のニュアンスの違いがある。
法学上は上記の意味の他、訴訟行為の一種として用いられる。